# Maggie Sonne
Margareta (Maggie) Sofia Sonne, född 12 juni 1900 i Tuna socken, Västernorrlands län, död 16 februari 1979 i Uppsala, var en svensk målare och systemaktiebolagstjänsteman. 
Hon var dotter till handlaren Grels Joel Hellhoff och hans hustru född Bångfeldt samt gift med redaktören Einar Sonne. Hon utbildade sig först i målning via Arbetarnas bildningsförbunds kurser och korrespondensundervisning innan hon 1952 studerade vid Grünewalds målarskola i Stockholm. Under åren 1952–1962 gjorde hon årligen studieresor i Europa där hon studerade konst i Frankrike, Spanien och Nederländerna. Separat ställde hon ut i Köpenhamn 1954 samt i Sundsvall 1965 och hon medverkade i samlingsutställningar arrangerade av olika konstföreningar. Hennes konst består huvudsakligen av landskapsmotiv från Medelhavsländerna och Norrland.